# Ямышевская крепость
Ямышевская крепость — сторожевое укрепление Иртышской линии, остатки находятся около нынешнего села Ямышево Павлодарской области Казахстана.

## История
Ямышевская крепость основана отрядом подполковника И. Д. Бухгольца 10 ноября (Е. Н. Евсеев) 1715 года на правом берегу реки Иртыша, возле Ямышевского солёного озера.
10 февраля 1716 года крепость осадила 10-тысячная орда джунгарского хунтайджи Цэван-Рабдана. Гарнизон сумел отбить штурм, но крепость находилась в осаде до апреля 1716 года. В Ямышевской крепости за зиму погибло от голода и болезней около 2300 человек. На военном совете было принято решение оставить крепость. И как только на Иртыше закончился ледоход, оставшиеся в живых 700 защитников, разрушив все крепостные сооружения и забрав все припасы на суда, спустились вниз по Иртышу.
В конце 1716 года крепость была восстановлена подполковником Матигоровым, а в 1717 году усилена подкреплением подполковника Ступина и впоследствии стала опорным пунктом для продвижения по Иртышу. Для её сообщения с Омской крепостью под руководством тарского сына боярского Павла Свирского сооружена Железинская крепость. Ямышевская крепость имела гарнизон численностью 467 человек — это две роты, которыми командовал капитан.
В 1733 году Ямышевскую крепость капитально отремонтировали, и в целях усиления её обороноспособности в ней сооружен был бруствер для регулярного войска. В пяти верстах от крепости у солёного Ямышева озера был построен редут для караула.
В конце первой четверти XVIII века крепость стала важным пунктом торговли с джунгарами и китайцами.
В 1836 году крепость была упразднена по ходатайству Западно-Сибирского генерал-губернатора князя Горчакова и стала называться Ямышевской казачьей станицей.

## В культуре
Осада крепости в 1716 году была показана в российском фильме Тобол (2019).